# Litomierzyce (plemię)
Litomierzyce, Litomierzycy – plemię zachodniosłowiańskie mieszkający u zbiegu Łaby z Ochrzą i w okolicy dzisiejszych Litomierzyc, w Kotlinie Czeskiej.
Zaliczane do grupy plemion czeskich razem z plemionami: 
Pszowian, Zliczan, Dulebów, Łuczan, Siedliczan, Deczan, Lemuzów.